# Ferme de Nordheim
La ferme de Nordheim est un monument historique situé à Nordheim, dans le département français du Bas-Rhin.

## Localisation
Ce bâtiment est situé 11, rue de la Mairie à Nordheim aux portes de la route des vins d'Alsace.

## Historique
L'édifice fait l'objet d'une inscription au titre des monuments historiques depuis 2012.

## Architecture
L’accès du bâtiment principal se fait par un escalier à double volée. La grande « stub » présente des lambris peints datant de la fin du XIXe siècle ainsi que des alcôves.